# An Sohee
An Sohee (* 27. Juni 1992 in Seoul) ist eine südkoreanische Schauspielerin und Sängerin. Von 2007 bis Dezember 2013 war sie Mitglied der Girlgroup Wonder Girls von JYP Entertainment. Seitdem sie die Gruppe verlassen hat, konzentriert sie sich auf das Schauspielern.

## Leben
An Sohee wurde am 27. Juni 1992 in Seoul geboren.

### Wonder Girls
Sie sang bei JYP Entertainment vor und wurde im Alter von 12 Jahren dort Trainee. 2007 debütierte sie in der Girlgroup Wonder Girls. Die Gruppe erreichte schnell eine hohe Beliebtheit und Bekanntheit durch ihre Hit-Songs Tell Me, So Hot und Nobody. 2009 versuchte sich die Gruppe im amerikanischen Markt. Dort erreichte die Single Nobody Platz 76 der Billboard-Charts. Damit waren die Wonder Girls die erste koreanische Gruppe, die es in die Charts schaffte. Auf dem südkoreanischen Markt war die Gruppe nun nicht mehr so präsent und trotz des anfänglichen Erfolges gelang der Durchbruch in den USA nicht.
2013 wurde der Vertrag zwischen JYP Entertainment und An nicht verlängert und so verließ sie schließlich die Gruppe.

### Schauspielkarriere
Fortan konzentrierte sich An auf ihre Schauspielkarriere. Bereits während ihrer Zeit bei den Wonder Girls spielte sie in Film und Fernsehen mit. Sie unterschrieb zunächst bei BH Entertainment. Ihr Erfolg war jedoch zunächst sehr verhalten. 2015 erzielte sie eine größere Rolle in der Fernsehserie Heart to Heart in der Rolle der kleinen Schwester des Protagonisten und aufstrebende Schauspielerin und hatte einen Cameo-Auftritt in dem Film C’est si bon. Im gleichen Jahr wurde sie für den Zombiefilm Train to Busan von Yeon Sang-ho gecastet, der seine Premiere auf den Internationalen Filmfestspielen von Cannes 2016 feierte.
Im September 2015 verließ sie BH Entertainment und unterschrieb bei KeyEast. Zudem wurde sie für die südkoreanische Adaption der US-Fernsehserie Entourage in einer Hauptrolle ausgewählt und ergatterte die weiblich Nebenrolle an der Seite von Lee Byung-hun und Gong Hyo-jin in dem Mystery-Thriller A Single Rider von Warner Bros., der von März bis Mai 2016 in Australien gedreht wurde.

## Filmografie (Auswahl)

### Filme
- 2004: Baeeum Gujoe Uihan Gonggamgak (배음 구조에 의한 공감각, Kurzfilm)
- 2008: Tteugeoun Geosi Joha (뜨거운 것이 좋아)
- 2015: C’est si bon (쎄시봉, Cameo-Auftritt)
- 2016: Train to Busan (부산행 Busan-haeng)

### Fernsehserien
- 2012: The Wonder Girls (Teen Nick)
- 2013: Happy! Rose Day (KBS2)
- 2015: Heart to Heart (하트 투 하트, tvN)
- 2016: Entourage (안투라지, tvN)
- 2022: Thirty-Nine (서른, 아홉 Seoreun, Ahop, JTBC)